# Траве (Анкона)
Траве (итал. Trave) насеље је у Италији у округу Анкона, региону Марке.
Према процени из 2011. у насељу је живело 19 становника. Насеље се налази на надморској висини од 197 м.